# Lind (Köln)
Der Stadtteil Lind liegt im Südosten der Stadt Köln im Stadtbezirk Porz.

## Lage
Der Stadtteil Lind grenzt im Nordosten an den Stadtteil Grengel, im Südosten und Süden an Troisdorf-Spich, im Westen an Libur und im Norden an Wahn und Wahnheide.

## Geschichte
Lind wurde erstmals 1165 erwähnt. Seit dem Mittelalter gehörte Lind zum Amt Porz im Herzogtum Berg. 1795 wurde der Ort von französischen Revolutionstruppen besetzt. Lind kam an die Mairie Wahn im Kanton Mülheim im Arrondissement Mülheim im Département Rhin. 1815 kam der Ort an das Königreich Preußen und 1816 an die Bürgermeisterei Wahn. Seit 1929 gehörte Lind zum Amt Porz und 1932 zum Rheinisch-Bergischen Kreis. Seit 1975 ist Lind ein Teil der Stadt Köln.

## Bevölkerungsstatistik
Struktur der Bevölkerung von Köln-Lind (2021):
- Durchschnittsalter der Bevölkerung: 44,4 Jahre (Kölner Durchschnitt: 42,3 Jahre)
- Ausländeranteil: 19,8 % (Kölner Durchschnitt: 19,3 %)
- Arbeitslosenquote: 11,1 % (Kölner Durchschnitt: 8,6 %)

## Verkehr
- Lind ist an die A59 und die B8 angebunden. In Lind ist eine Autobahnanschlussstelle der A59.
- Durch Lind verkehren die Buslinien 160 und 162 der KVB sowie die 505 des RSVG. Ganz in der Nähe ist zudem der S-Bahnhof Wahn, wo die S-Bahn-Linien S12 und S19 halten.

## Einrichtungen

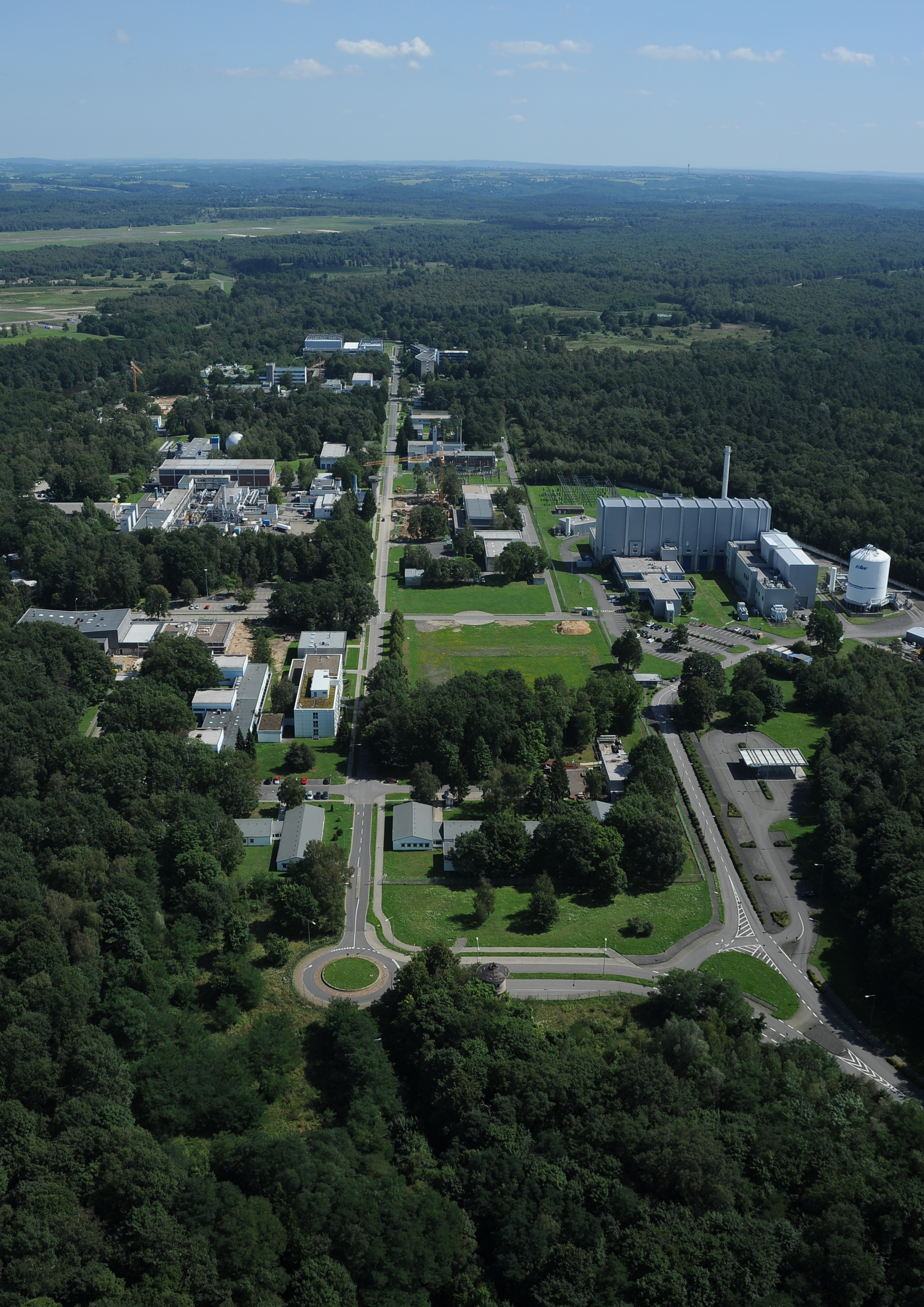
Luftaufnahme DLR

- Deutsches Zentrum für Luft- und Raumfahrt